# Inga aliena
Inga aliena är en ärtväxtart som beskrevs av James Francis Macbride. Inga aliena ingår i släktet Inga och familjen ärtväxter. Inga underarter finns listade i Catalogue of Life.